# Eduard Wadsack
Franz Eduard Wadsack (* 8. März 1809 in Göttingen; † 15. August 1881 in Alsfeld) war Landwirt, Bürgermeister und Mitglied des Deutschen Reichstags.

## Leben
Eduard Wadsack war der Sohn des Advokaten und Privatdozenten Dr. jur. Ernst Theodor Wadsack und dessen Frau Sophie Elisabetha geborene Bornemann. Eduard Wadsack, der evangelischen Glaubens war, war mit Elise geborene Barkhausen verheiratet. Eduard Wadsack war Landwirt und von 1853 bis 1860 Bürgermeister in Grebenau.
Von 1862 bis zu seinem Tode war er der II. Kammer der Landstände des Großherzogtums Hessen als Vertreter des Wahlbezirks Oberhessen 5/Homberg (17./18. Wahlperiode), Oberhessen 6/Lauterbach (19./20. Wahlperiode) bzw. Oberhessen 8/Alsfeld-Land (21.–23. Wahlperiode).
Von 1877 bis 1878 war er Mitglied des Deutschen Reichstags für den Wahlkreis Hessen 3 (Alsfeld, Lauterbach, Schotten).